# Bodianus perditio
Bodianus perditio là một loài cá biển thuộc chi Bodianus trong họ Cá bàng chài. Loài này được mô tả lần đầu tiên vào năm 1834.

## Từ nguyên
Danh từ định danh của loài trong tiếng Latinh có nghĩa là "sự hủy diệt", hàm ý đề cập đến thời điểm mà mẫu gốc được thu thập cũng là khoảng thời gian mà con tàu Astrolabe (nơi cả hai tác giả cùng làm việc) gặp nhiều trắc trở.

## Phạm vi phân bố và môi trường sống
Quần thể hiện tại của B. perditio chỉ giới hạn ở Tây và Trung Thái Bình Dương, và được ghi nhận tại những vị trí sau: từ vùng biển phía nam Nhật Bản trải dài về phía nam đến đảo Đài Loan và quần đảo Ogasawara; dọc theo bờ đông Úc, bao gồm đảo Lord Howe và đảo Norfolk trên biển Tasman; một số các đảo quốc, quần đảo thuộc châu Đại Dương, bao gồm Nouvelle-Calédonie, Vanuatu, Fiji, Tonga, rải rác ở Polynésie thuộc Pháp và quần đảo Pitcairn.
B. perditio sống trên cát hoặc đá vụn, thường các rạn san hô và đá ngầm ở vùng nước tương đối sâu, độ sâu khoảng 3 đến 50 m, nhưng được ghi nhận ở độ sâu đến 120 m ở Tahiti.
Những quần thể trước đây bị nhầm là B. perditio được xác định là của Bodianus solatus (tại Tây Úc) và Bodianus atrolumbus (quần đảo Mascarene, Cargados Carajos và Mozambique), là những loài có kiểu màu sắc và hoa văn tương tự nhau.

## Mô tả
B. perditio có chiều dài cơ thể tối đa được ghi nhận là 80 cm. B. perditio đực trưởng thành có màu đỏ, lốm đốm nhiều chấm màu vàng kim ở khắp đầu và thân trước. Giữa lưng có một vệt đốm vàng đặc trưng. Các chấm vàng ở đầu và thân trước lại thiếu vắng ở cá đực của B. solatus; vệt vàng giữa lưng lại không có ở B. atrolumbus, thay vào đó là một vệt dài màu trắng hoặc màu hồng nhạt.
Cá con của B. perditio có màu vàng tươi, đặc trưng bởi dải sọc dọc màu trắng giữa thân, ngay sau dải trắng này là một vùng màu đen (cũng là đặc điểm nhận dạng cá con B. solatus và B. atrolumbus). B. perditio giai đoạn trung gian (cá cái) có kiểu màu tương tự cá con nhưng phớt đỏ; vùng màu đen ở lưng sau mờ dần ở những cá thể lớn. Cá cái của B. solatus không có màu vàng (đỏ hoàn toàn).
Số gai ở vây lưng: 12; Số tia vây ở vây lưng: 10; Số gai ở vây hậu môn: 3; Số tia vây ở vây hậu môn: 12; Số tia vây ở vây ngực: 17.

## Sinh thái học
Thức ăn của B. perditio là những loài thủy sinh không xương sống như nhuyễn thể và giáp xác. Cá con của loài này được xem là một loài cá cảnh, trong khi cá trưởng thành được đánh bắt làm thực phẩm.

### Trích dẫn
- Martin F. Gomon (2006). "A revision of the labrid fish genus Bodianus with descriptions of eight new species" (PDF). Records of the Australian Museum, Supplement. Quyển 30. tr. 1–133. ISSN 0812-7387.